# Прапор Охтирського району
Пра́пор Охти́рського райо́ну затверджений 24 березня 2004 року 15-ю сесією Охтирської районної ради 24 скликання.

## Опис
Прапор являє собою синє полотнище зі співвідношенням ширини до довжини як 2:3.
У центрі розташований Герб Охтирського району, розмір якого має співвідношення висоти щита герба до висоти прапора як 2:3.